# Катастрофа Ту-124 под Львовом
Катастрофа Ту-124 под Львовом — авиационная катастрофа, произошедшая воскресной ночью 23 декабря 1973 года возле Львова. Авиалайнер Ту-124В Куйбышевского ОАО предприятия «Аэрофлот» начал выполнять регулярный пассажирский рейс SU-5398 по маршруту Львов — Киев — Куйбышев, но через 1 минуту и 55 секунд после взлёта из Львовского аэропорта у самолёта разрушился и загорелся левый двигатель. Экипаж пытался произвести посадку во Львовском аэропорту, но через 1 минуту и 20 секунд после пожара двигателя (через 3 минуты после взлёта) пожар повредил органы управления, прожог обшивку фюзеляжа, и, горящий лайнер упал на землю между селами Винники и Миклашев, полностью разрушившись. Погибли все 17 человек на борту — 11 пассажиров и 6 членов экипажа.

## Самолёт
Ту-124В с бортовым номером СССР-45044 (заводской — 3351104, серийный — 11-04) был выпущен Харьковским авиазаводом в 1963 году, а 7 мая передан Главному управлению гражданского воздушного флота, которое направило его во Внуковский авиаотряд Московского территориального управления гражданского воздушного флота. 15 февраля следующего года авиалайнер был направлен в Шереметьевский авиаотряд Центрального управления Международных воздушных сообщений (ЦУМВС), а 26 декабря в том же году — в 1-й Куйбышевский авиаотряд Приволжского управления гражданского воздушного флота. Изначально самолёт имел салон на 44 пассажирских места, но позже был переделан на 56-местный. На момент катастрофы борт 45044 имел 13 476 часов налёта и 10 942 посадки.

## Экипаж
Состав экипажа рейса SU-5398 был из 173-го лётного отряда Куйбышевского ОАО, в состав которого входили 6 человек:
- Командир воздушного судна (КВС) — Виктор Фёдоров;
- Второй пилот — Вадим Борисов;
- Штурман — Александр Ионин;
- Бортмеханик — Александр Игнатьев;

В салоне авилайнера работала стюардесса Алла Шишканова;
Также в состав экипажа входил сопровождающий сопровождающий милиционер Иван Тенитенко.

## Катастрофа
23 декабря 1973 года, ночью, в 22:04:49 рейс SU-5398 с 11 пассажирами и 6 членами экипажа вылетел со взлётно-посадочной полосы аэропорта Львов по магнитному курсу 132°, а рейс выполнял Ту-124В борт СССР-45044, летящий из Львова в Куйбышев с промежуточной остановкой в Киеве. Всего на его борту находились 17 человек: 11 пассажиров (при 56-местном салоне) и 6 членов экипажа. После этого с экипажем связался диспетчер и дал указание на набор высоты по направлению к ОПРС Золочёв.
В 22:06:44 неожиданно загорелся левый двигатель. Ту-124 находился на высоте 550—800 метров в 8—9 километрах от аэропорта, когда пожар был замечен экипажем. В 22:07:04 экипаж связался с диспетчером и доложил: Горит левый двигатель, разворачиваюсь на 180°, посадка у вас с обратным курсом. Однако диспетчер не расслышал этого сообщения, поэтому экипаж повторил его в 22:07:15, а затем ещё раз в 22:07:25, после чего рейс 5398 на связь больше не выходил. Попытки диспетчера связаться с ним также оказались безуспешны.
Пожар на самолёте распространялся стремительно и уже в 22:07:35 началось разрушение элементов конструкции планера, а в 22:07:49 прогорел даже пол в пассажирском салоне. Также огонь серьёзно повредил тяги управления.
Летящий по курсу 40° рейс SU-5398 начал быстро снижаться, а в 22:08:04 на скорости около 500 км/ч плашмя упал на поле между сёлами Винники и Миклашев рядом с границей Лычаковского и Пустомытовского районов Львовской области, в 18,3 километрах восточнее (азимут 84°) аэропорта. Самолёт пронёсся по земле более 700 метров, при этом полностью разрушившись. Общая площадь разброса обломков составила 750 на 125 метров. Все 17 человек на борту (6 членов экипажа и 11 пассажиров) погибли.

## Причина
Первопричиной катастрофы стал отказ левого двигателя, в свою очередь произошедший из-за технического брака завода-изготовителя. Комиссия установила, что при изготовлении двигателя в паз диска первой ступени первого каскада компрессора были установлены штифты, термообработка которых проводилась с нарушением технологии, то есть штифты имели недостаточную прочность. В результате в данном полёте произошёл выход из паза рабочей лопатки двигателя, которая пробила одну или несколько важных систем: топливную, масляную или гидравлическую. Вытекшая жидкость воспламенилась, что и вызвало скоротечный и интенсивный пожар двигателя.